# Liste der Lieder von Robin Schulz
Dies ist eine Liste der aufgenommenen und veröffentlichten Lieder des deutschen DJs Robin Schulz. Die Reihenfolge der Titel ist alphabetisch nach Eigenkompositionen, Coverversionen und Remixen sortiert. Sie gibt Auskunft über die Urheber und auf welchem Tonträger die Lieder erstmals zu finden sind. Ausgenommen in dieser Liste sind eigene Neuauflagen (Coverversionen) ohne wechselnde Besetzung.

## Eigenkompositionen
| Titel                                                | Autoren | Album                       | Jahr |
| ---------------------------------------------------- | --- | --------------------------- | ---- |
| 4 Life (feat. Graham Candy)                          | Martijn Konijnenburg, Junkx, Robin Schulz | Sugar                       | 2015 |
| Above the Clouds                                     | Junkx, Robin Schulz | Uncovered                   | 2017 |
| All This Love (feat. Harlœ)                          | Stuart Crichton, Daniel Deimann, Tommy Lee James, Junkx, Jessica Karpov, Robin Schulz                                                                                    | IIII                        | 2019 |
| All We Got (feat. Kiddo)                             | Daniel Deimann, Alessandra Günthardt, Junkx, Kiddo, Oliver Lundström, Fredrik Samsson, Robin Schulz                                                                      | IIII                        | 2020 |
| Basejump                                             | Robin Schulz | —                           | 2018 |
| Better with You (feat. Svrcina)                      | Bilel Ben Banani, Daniel Deimann, Junkx, Robin Schulz, Molly Marie Svrcina, Aaron Williams, Reign Write                                                                  | IIII                        | 2021 |
| Can’t Buy Love (mit B-Case feat. Baby E)             | Bob Diehl, Lukasz Gottwald, Ethan Lowery, Ryan Ohren, Robin Schulz, Matthias Zürkler                                                                                     | —                           | 2021 |
| Dream (feat. Colour Your Mind)                       | Junkx, Sascha Rumpel, Robin Schulz | IIII                        | 2021 |
| Feel Something (feat. Saygrace)                      | Stuart Crichton, Daniel Deimann, Tommy Lee James, Junkx, Robin Schulz, Grace Sewell                                                                                      | IIII                        | 2021 |
| Feeling                                              | Robin Schulz | —                           | 2012 |
| Find Me (feat. HEYHEY)                               | Junkx, Robin Schulz | Sugar                       | 2015 |
| Float                                                | Junkx, Robin Schulz | IIII                        | 2021 |
| Fools (feat. Aalias & Iro)                           | Coyle Girelli, Junkx, Aaron Kleinstub, Ori Rakib, Robin Schulz | Uncovered                   | 2017 |
| Geigo                                                | Robin Schulz | Tutti EP                    | 2015 |
| Gonus                                                | Robin Schulz | —                           | 2012 |
| Ha Leh Lou Ya (feat. Christy McDonald)               | Nathan Chapman, Junkx, Christy McDonald, Danny Rader, Robin Schulz | Uncovered                   | 2017 |
| Headlights (feat. Ilsey)                             | Eric Frederic, Ilsey Juber, Joe London, Tom Peyton, John Ryan, Andreas Schuller, Robin Schulz                                                                            | Sugar                       | 2015 |
| Heatwave (feat. Akon)                                | Junkx, Bryan Nelson, Jordan Peter Orvosh, Robin Schulz, Aliaune Thiam, Thomas Troelsen                                                                                   | Sugar                       | 2015 |
| Higher Ground                                        | David Gibson, Junkx, Johnnie Newman, Robin Schulz | Uncovered                   | 2017 |
| House on Fire (mit Me and My Monkey)                 | Iman H. Mehdi | Prayer                      | 2014 |
| I Believe I’m Fine (feat. Hugel)                     | Christopher Braide, David Gibson, Florent Hugel, Junkx, Robin Schulz | Uncovered                   | 2017 |
| I’ll Be There (feat. Rita Ora & Tiago PZK)           | Mikkel Cox, Daniel Deimann, Tobias Frederiksen, Junkx, Alida Garpestad Peck, Robin Schulz, Erik Smaaland                                                                 | —                           | 2023 |
| In Your Eyes (feat. Alida)                           | Daniel Deimann, Alida Garpestad Peck, Junkx, Gaute Ormåsen, Robin Schulz, Erik Smaaland, Kristoffer Tømmerbakke                                                          | IIII                        | 2020 |
| Intro                                                | Junkx, Robin Schulz | Uncovered                   | 2017 |
| Intro                                                | Daniel Dust, Robin Schulz, Paul Vogler | IIII                        | 2021 |
| It’s Only for You                                    | Daniel Dust, Robin Schulz, Paul Vogler | IIII                        | 2021 |
| Kill the Fire (feat. The Leonard)                    | Lorenzo Cosi, Daniel Deimann, Junkx, Yk Koi, Michelle Leonard, Nicolas Rebscher, Robin Schulz                                                                            | IIII                        | 2021 |
| Like You Mean It (feat. Rhys)                        | Junkx, Mason Levy, Julia Michaels, Robin Schulz, Justin Tranter | Uncovered                   | 2017 |
| Live and Let Live (feat. Sam Martin)                 | Daniel Deimann, Junkx, Sam Martin, Robin Schulz | IIII                        | 2021 |
| Love Me a Little                                     | Jimmy Harry, Iman Jordan, Junkx, Robin Schulz | Uncovered                   | 2017 |
| Love Me Loud (feat. M-22 & Aleesia)                  | Frank Bülles, Matt James, Junkx, Robin Schulz, Alicia Stamkos | Sugar                       | 2015 |
| Make Me Feel the Night (feat. Tyler James Bellinger) | Tyler James Bellinger, Junkx, Kyle Kelso, Robin Schulz | IIII                        | 2021 |
| Moonlit Sky (feat. Moby & The Void Pacific Choir)    | Richard Melville Hall | Sugar                       | 2015 |
| More Than a Friend (feat. Nico Santos)               | Martin Gallop, Junkx, Robin Schulz, Tobias Topic, Nico Wellenbrink | Uncovered                   | 2017 |
| Naked (feat. Sam Martin)                             | Jason Evigan, Joaquin Howard, Junkx, Ammar Malik, Sam Martin, Robin Schulz                                                                                               | Uncovered                   | 2017 |
| Never Know Me (mit Dansir)                           | Daniel Bruns, Robin Schulz | Prayer                      | 2014 |
| No Fun                                               | Robin Schulz | —                           | 2013 |
| Oh Child (feat. Piso 21)                             | Richard Boardman, Pablo Bowman, Daniel Boyle, Junkx, Robin Schulz Richard Boardman, Pablo Bowman, Daniel Boyle, Junkx, Piso 21, Robin Schulz                             | Uncovered                   | 2017 |
| OK (feat. James Blunt)                               | James Blunt, Junkx, Steve Mac, Maureen McDonald, Robin Schulz | Uncovered                   | 2017 |
| One More Time (mit Felix Jaehn feat. Alida)          | Alida Garpestad Peck, Felix Jaehn, Junkx, Erik Smaaland, Robin Schulz, Kristoffer Tømmerbakke                                                                            | IIII                        | 2021 |
| Ordinary                                             | Robin Schulz | Tutti EP                    | 2015 |
| Outro                                                | Junkx, Robin Schulz | Uncovered                   | 2017 |
| Outro                                                | Daniel Dust, Robin Schulz, Paul Vogler | IIII                        | 2021 |
| Oxygen (mit Winona Oak)                              | Daniel Dust, Sam McCarthy, Winona Oak, Robin Schulz, Casey Smith, Paul Vogler                                                                                            | —                           | 2020 |
| Prayer                                               | — | Prayer (iTunes Bonus-Track) | 2014 |
| Rain                                                 | — | —                           | 2012 |
| Rather Be Alone (feat. Nick Martin & Sam Martin)     | Daniel Deimann, Sean Douglas, Jason Evigan, Jordan Johnson, Stefan Johnson, Junkx, Isidoros Kiloudis, Marcus Lomax, Sam Martin, Nikolaos Martinos, Robin Schulz, Xplicit | IIII                        | 2019 |
| Right Now (Nick Jonas vs. Robin Schulz)              | Taylor Bird, Skylar Grey, Peter Hanna, Nick Jonas, Junkx, Steve Mac, Andrew McMahon, Robin Schulz, Lindsey Stirling                                                      | —                           | 2018 |
| Same                                                 | Robin Schulz | —                           | 2013 |
| Shed a Light (mit David Guetta feat. Cheat Codes)    | Jason Evigan, David Guetta, Junkx, Jacob Kasher, Ammar Malik, John Ryan, Robin Schulz, Giorgio Tuinfort                                                                  | Uncovered                   | 2016 |
| Show Me Love (feat. J.U.D.G.E.)                      | Richard Judge, Junkx, Robin Schulz | Sugar                       | 2015 |
| Sounds Easy (feat. Ruxley)                           | Dennis Baffoe, Tim Boomsma, Junkx, Rudy Mackay, Ivan Peroti, Ruxley, Robin Schulz                                                                                        | Uncovered                   | 2017 |
| Speechless (feat. Erika Sirola)                      | Christopher Braide, Teemu Brunila, Junkx, Robin Schulz | IIII                        | 2018 |
| Stone                                                | Robin Schulz | —                           | 2013 |
| Sun Goes Down (feat. Jasmine Thompson)               | Tom Havelock, Robin Schulz | Prayer                      | 2014 |
| Sunset                                               | Robin Schulz | Extended Prayer             | 2014 |
| This Is Your Life                                    | Dana Al Fardan, Kevin Bleibaum, Robin Schulz | Sugar                       | 2015 |
| Titanic                                              | Alex Isaak, Junkx, Robin Schulz | Sugar                       | 2015 |
| To You                                               | Robin Schulz | —                           | 2012 |
| Tonight and Every Night                              | Devin Guisande, Kyle Guisande, Tommy Lee James, Junkx, Robin Schulz | Uncovered                   | 2017 |
| Tutti                                                | Robin Schulz | Tutti EP                    | 2015 |
| Umbab                                                | — | —                           | 2012 |
| Un sueno                                             | Junkx, Robin Schulz | Uncovered                   | 2017 |
| Unforgettable (feat. Marc Scibilia)                  | Junkx, Robin Schulz, Marc Scibilia, Nolan Sipe | Uncovered                   | 2017 |
| Venus                                                | Robin Schulz | Tutti EP                    | 2015 |
| Warm Minds                                           | Robin Schulz | Prayer                      | 2014 |
| Wave Goodbye (feat. Henri PFR & Jeffrey Jey)         | Henri Peiffer, Gianfranco Randone, Robin Schulz | Sugar                       | 2015 |
| Wrong                                                | Robin Schulz | Prayer                      | 2014 |
| Yellow (feat. Disciples)                             | Nathan Duvall, Gavin Koolman, Junkx, Luke McDermott, Robin Schulz | Sugar                       | 2015 |
| Young Right Now (mit Dennis Lloyd)                   | Sandro Cavazza, Daniel Deimann, Junkx, Dennis Lloyd, Robin Schulz, Robin Stjernberg                                                                                      | —                           | 2021 |

## Coverversionen
| Titel                                                                                         | Autoren                                                                               | Album  | Jahr |
| --------------------------------------------------------------------------------------------- | ------------------------------------------------------------------------------------- | ------ | ---- |
| Alane (mit Wes)                                                                               | Daniel Deimann, Junkx, Wes Madiko, Michel Sanchez, Robin Schulz                       | IIII   | 2020 |
| In Your Arms (For an Angel) (mit Topic, Nico Santos & Paul van Dyk)                           | Alexander Tidebrink, Tobias Topic, Paul van Dyk                                       | —      | 2022 |
| Miss You (mit Oliver Tree)                                                                    | Christopher Comstock, Oliver Tree Nickell, David Pramik                               | —      | 2022 |
| Prayer in C (Robin Schulz Radio Edit) (mit Lilly Wood & the Prick)                            | Benjamin Cotto, Nili Hadida                                                           | Prayer | 2013 |
| Pride (feat. soFly & Nius)                                                                    | Marvin Gaye, William Stevenson, Norman Whitfield                                      | Sugar  | 2015 |
| Save Tonight (feat. Moguai & Solamay)                                                         | Eagle-Eye Cherry                                                                      | Sugar  | 2015 |
| Snowflakes (mit Pingpong)                                                                     | Ryan Lawhon                                                                           | Prayer | 2014 |
| Sugar (feat. Francesco Yates)                                                                 | Francisco Bautista, Ronald Bryant, Junkx, Nathan Perez, Robin Schulz, Francesco Yates | Sugar  | 2015 |
| Sun Is Shining (Bob Marley feat. Robin Schulz)                                                | Bob Marley                                                                            | —      | 2020 |
| Vorbei (mit Montez & RAF Camora feat. Dario Rodriguez)                                        | Francisco Bautista, Ronald Bryant, Nathan Perez                                       | —      | 2023 |
| Willst du (Radio Mix) (mit Alligatoah)                                                        | Lukas Strobel                                                                         | Prayer | 2014 |
| Somewhere over the Rainbow / What a Wonderful World (mit Alle Farben & Israel Kamakawiwoʻole) | Harold Arlen, George Douglas, E. Y. Harburg, George David Weiss                       | —      | 2021 |

## Remixe
| Titel                                 | Originalinterpret                                     | Jahr |
| ------------------------------------- | ----------------------------------------------------- | ---- |
| Последняя Любовь                      | Morgenshtern                                          | 2024 |
| 2U                                    | David Guetta feat. Justin Bieber                      | 2017 |
| A Sky Full of Stars                   | Coldplay                                              | 2014 |
| Activate Child                        | Johnny Belinda                                        | 2013 |
| Baby Don’t Hurt Me                    | Anne-Marie, David Guetta & Coi Leray                  | 2023 |
| Bang My Head                          | David Guetta feat. Sia & Fetty Wap                    | 2015 |
| Blauer Tag                            | Mowe                                                  | 2013 |
| Changes                               | Faul & Wad Ad vs. Pnau                                | 2013 |
| Chasing Fire                          | Lauv                                                  | 2018 |
| Clap Your Hands                       | Kungs                                                 | 2022 |
| Cola                                  | CamelPhat & Elderbrook                                | 2017 |
| Coming Down                           | Wave Wave feat. Marigo Bay                            | 2021 |
| Complicated                           | Dimitri Vegas & Like Mike & David Guetta feat. Kiiara | 2017 |
| Dangerous                             | David Guetta feat. Sam Martin                         | 2014 |
| Do It Like Me                         | Chico Rose feat. B-Case                               | 2021 |
| Feed Your Head                        | Paul Kalkbrenner                                      | 2015 |
| Flames                                | David Guetta & Sia                                    | 2018 |
| Giant                                 | Calvin Harris & Rag ’n’ Bone Man                      | 2019 |
| Greatest Day                          | Take That feat. Calum Scott                           | 2023 |
| Head Shoulders Knees & Toes           | Ofenbach mit Quarterhead feat. Norma Jean Martine     | 2020 |
| Hier mit dir                          | Tom Thaler & Basil                                    | 2014 |
| Hola Señorita                         | Maître Gims & Maluma                                  | 2019 |
| I Hate U, I Love U                    | Gnash feat. Olivia O’Brien                            | 2016 |
| I Was Wrong                           | A R I Z O N A                                         | 2016 |
| I’m a Mess                            | Bebe Rexha                                            | 2018 |
| In Love                               | David K feat. Yo-C                                    | 2013 |
| In the Morning Light                  | Alex Schulz                                           | 2014 |
| Juliet                                | Henri PFR & Wave Wave                                 | 2023 |
| Lay It All on Me                      | Rudimental feat. Ed Sheeran                           | 2015 |
| Let Me Go                             | Emin                                                  | 2019 |
| Let’s Love                            | David Guetta feat. Sia                                | 2020 |
| Love Tonight                          | Shouse                                                | 2021 |
| Monster                               | LUM!X & Gabry Ponte                                   | 2019 |
| My Life                               | Toben                                                 | 2012 |
| Never Go Back                         | Dennis Lloyd                                          | 2019 |
| No Rest for the Wicked                | Lykke Li                                              | 2014 |
| Old Love                              | Plüm                                                  | 2021 |
| Pepas                                 | Farruko                                               | 2021 |
| Perfect                               | Ed Sheeran                                            | 2017 |
| Perlentaucher                         | KlangTherapeuten                                      | 2013 |
| Rather Be                             | Clean Bandit feat. Jess Glynne                        | 2014 |
| Redrum                                | David Guetta & Sorana                                 | 2022 |
| Something New                         | Axwell Λ Ingrosso feat. Vincent Pontare               | 2015 |
| Spree ahoi                            | Thomas Lizzara feat. Steven Coulter                   | 2014 |
| Summer Nights                         | Scheinizzl & Chroph feat. David Lageder               | 2014 |
| Swept Away                            | Parra for Cuva feat. Anna Naklab                      | 2013 |
| Taking Me Home                        | HeyHey                                                | 2014 |
| Talamanca                             | Burns                                                 | 2022 |
| Tequila                               | Dan + Shay                                            | 2019 |
| The Motto                             | Ava Max & Tiësto                                      | 2022 |
| The Village                           | I am Frost                                            | 2013 |
| Waves                                 | Mr. Probz                                             | 2014 |
| We Don’t Have to Take Our Clothes Off | Lexer & Nico Pusch                                    | 2014 |
| Whatever                              | Stil & Bense                                          | 2014 |
| Whistle                               | Jax Jones feat. Calum Scott                           | 2023 |
| World Turns Grey                      | Chelsea Nikkel                                        | 2015 |
| You Broke My Heart Again              | Aiko & Teqkoi                                         | 2022 |